# 媒染
媒染（ばいせん、英: mordanting）は染色の過程において、染料を繊維に定着させる工程のこと。染料に漬ける前に繊維を処理する先媒染と、染料に漬けてから処理する後媒染、染色と同時に媒染処理する同時媒染に分類される。媒染を要する染料を媒染染料、媒染に使う薬品を媒染剤という。ウコンやキハダなど媒染を要しない例外もあるが、天然染料の多くは媒染を必要とする。

## 歴史

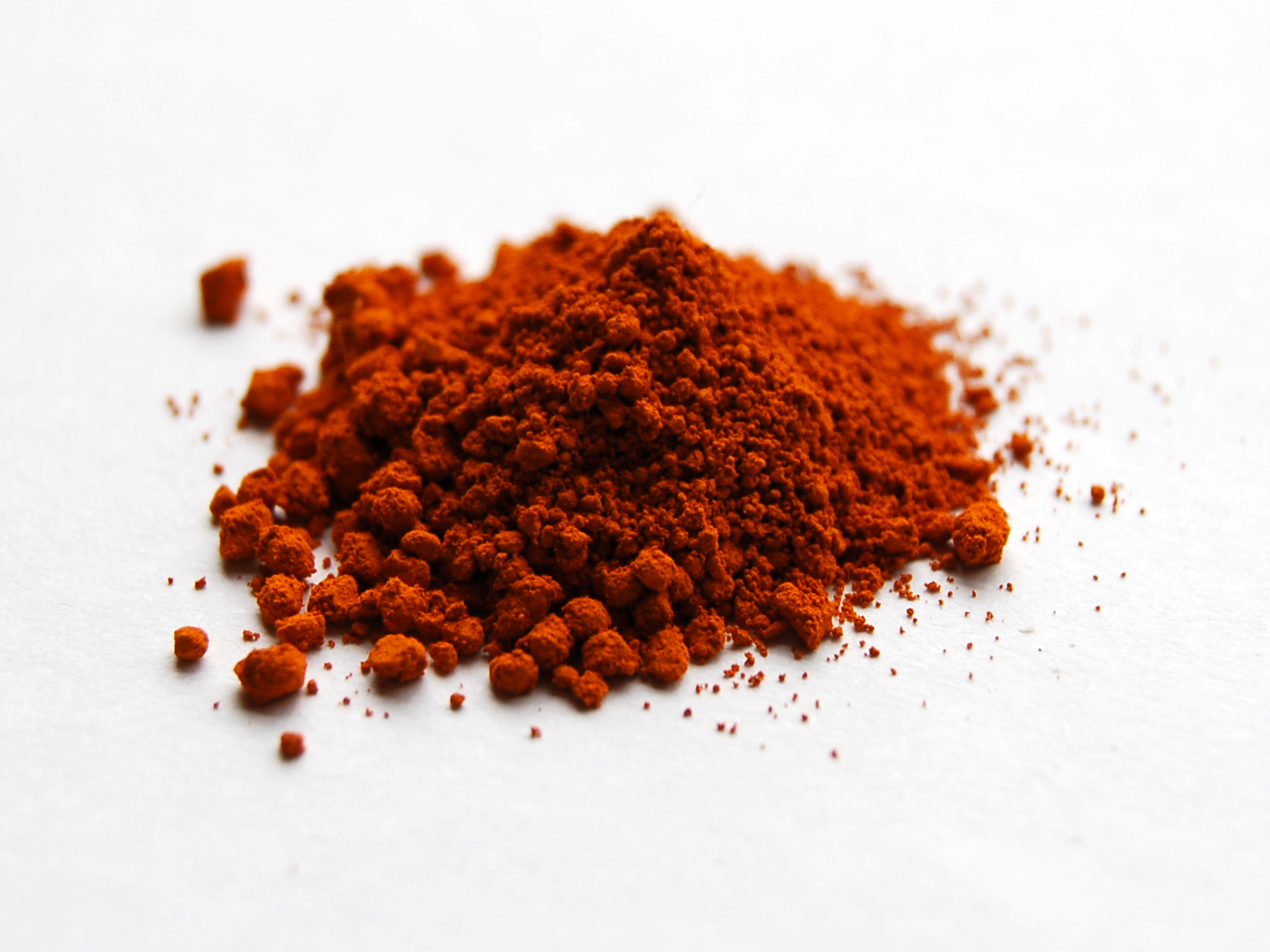
アリザリンの結晶

アカネは古くから染色に用いられてきたが、1804年頃にイギリスの染料業者がアルミニウムミョウバンで先媒染処理する方法を開発した。1826年に色素のアリザリンが分離され、1869年にアリザリンの化学構造が解明されると、構造の似た媒染染料が数多く開発された。媒染染料が水に難溶である欠点を改善するため、1889年に染料分子中にスルホ基などを導入して水溶性を改善した酸性媒染染料が開発され、従来の先媒染に加え同時媒染・後媒染も行えるようになった。

## 媒染剤
有機媒染剤としては、タンニンやチオフェノールなどが用いられる。無機媒染剤としては4配位または6配位の金属イオン、なかでもアルミニウムイオン、鉄イオン、クロムイオン、銅イオン、スズイオン、ニッケルイオンなどが主に用いられる。具体的には、二クロム酸カリウム、塩化鉄、塩化スズ、ミョウバン、硫酸銅、酢酸銅、酢酸アルミニウムなどが使われている。中には劇物に該当するものもあるため、趣味の染織工芸などでは天然材料である鉄漿や灰汁なども使用されている。大島紬などでは泥に含まれる鉄分で媒染を行っている。

## 媒染剤の働き
動物性繊維では、蛋白質を主成分とした繊維に付いた色素を覆うように封じ込め、色落ちを防ぐ。植物性繊維では、繊維を覆う蛋白質の助剤と色素の間に入り込み、染料を固着させる。使用する媒染剤によって発色が異なり、一般に重い金属では暗い色に仕上がる。